# Spodnji Slemen
Spodnji Slemen – wieś w Słowenii, w gminie Selnica ob Dravi. W 2018 roku liczyła 612 mieszkańców.